# Meri Arabidze
Meri Arabidze (Georgisch: მერი არაბიძე) (Samtredia, 25 februari 1994) is een schaakster uit Georgië. Zij heeft de titels Internationaal Meester (IM) en grootmeester bij de vrouwen (WGM). 

## Jeugd
Meri Arabidze ging naar openbare school nummer 3 in Samtredia. Ze studeerde aan de Georgische Technische Universiteit in Tbilisi. Sinds 2007 werd ze getraind door Leko Arsenidse in Koetaisi.

## Schaakcarrière
Ze won drie titels op het Wereldkampioenschap schaken voor jeugd: WK meisjes tot 10 jaar in 2004, WK meisjes tot 12 jaar in 2005 en WK meisjes tot 18 jaar in 2011. Arabidze won ook drie keer het Europees kampioenschap schaken voor jeugd: EK meisjes tot 10 jaar in 2004, EK meisjes tot 12 jaar in 2006 en EK meisjes tot 14 jaar in 2008. 

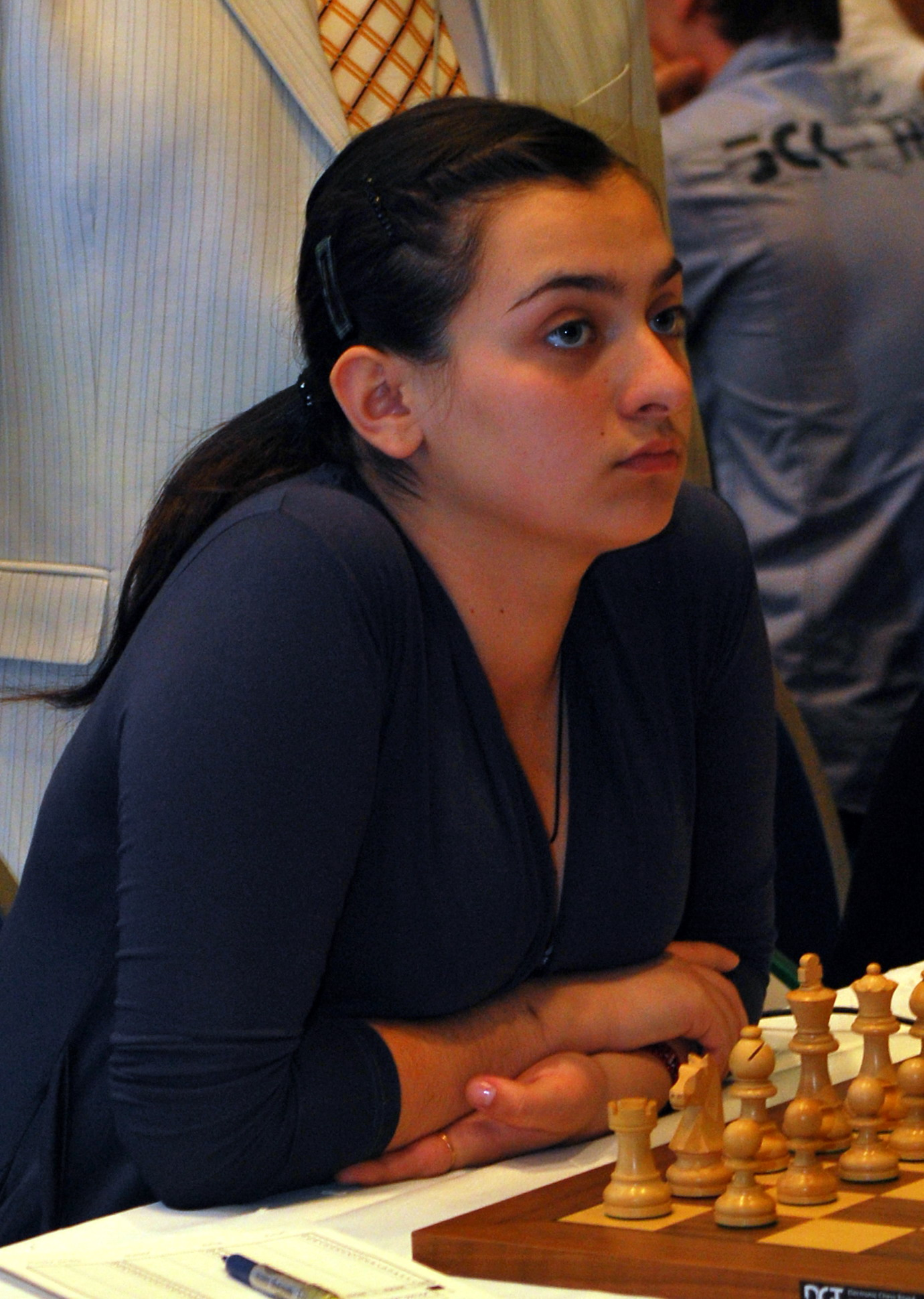
Meri Arabidze bij het WK voor meisjes tot 16 jaar, in 2010 in Porto Carras

## Individuele resultaten
Arabidze verkreeg in 2004 de titel FIDE Meester bij de vrouwen (WFM). In oktober 2009 werd ze Internationaal Meester bij de vrouwen (WIM). De daarvoor benodigde normen behaalde ze in juli 2008 bij het Sun-Pawn-A toernooi in het Oekraïense Illitsjivsk en in september 2009 op het Europees kampioenschap schaken in Sint-Petersburg.
In september 2012 werd ze grootmeester bij de vrouwen (WGM). Bij het Europees kampioenschap 2011 in Tbilisi, waarbij ze onder andere won van Maia Lomineisjvili en Laura Rogule, behaalde ze een dubbelnorm voor de WGM-titel. Een andere WGM-norm behaalde ze in mei 2012 op het Georgische schaakkampioenschap voor vrouwen in Anaklia (tevens een IM-norm), waarbij ze tweede werd.
Bij de First quarter Presidential Board meeting van de FIDE van eind maart 2014 werd aan Arabidze de titel Internationaal Meester (IM) verleend onder de voorwaarde dat ze een Elo-rating van minstens 2400 zou bereiken. Al bij de eerstvolgende Eloranglijst in april 2014 voldeed Arabidze aan deze voorwaarde. De voor de titel benodigde normen had ze behaald op het Georgische schaakkampioenschap voor vrouwen in 2012, op het Europees kampioenschap schaken voor vrouwen in 2013 in Belgrado en op het Europees kampioenschap in 2014 in Jerevan. In 2014 werd ze Internationaal Meester (IM).
In 2014 won ze toernooi G op het Moskou Open, een round-robintoernooi voor vrouwelijke studenten. Arabidze bereikte de kwartfinales van het Wereldkampioenschap schaken voor vrouwen in 2015, na achtereenvolgens te hebben gewonnen van Elisabeth Pähtz, Yaniet Marrero Lopez en Viktorija Čmilytė. Daarna verloor ze van Harika Dronavalli. 
In maart 2023 won ze het Europees schaakkampioenschap voor vrouwen met 8.5 uit 11. In januari 2024 was haar Elo-rating 2466, waarmee ze derde was op de Georgische vrouwenranglijst, achter Nana Dzagnidze en Bela Chotenasjvili.  

## Resultaten in schaakteams

### Nationale teams
Ze was onderdeel van het Georgische vrouwenteam dat in 2015 het vrouwentoernooi van het Wereldkampioenschap schaken voor landenteams won. Op dat toernooi won ze ook een individuele gouden medaille voor haar resultaat aan het derde bord, en behaalde ze de derde Elo-performance van alle deelneemsters.
Ook speelde ze met het Georgische nationale vrouwenteam in 2013, 2015 en 2019 in het Europees kampioenschap schaken voor landenteams, waarbij het team in 2015 derde werd en in 2019 tweede. In 2019 ontving ze een individuele zilveren medaille voor haar reultaat 6.5 pt. uit 8 en een Elo-performance van 2571 aan het vierde bord. 

### Schaakverenigingen
In de Spaanse bondscompetitie speelde Arabidze in 2019 voor CA Solvay. In de Duitse bondscompetitie voor vrouwen speelt ze vanaf seizoen 2021/22 voor SK Schwäbisch Hall. Met Schwäbisch Hall won ze in seizoen 2022/23 de Duitse competitie voor vrouwenteams.

## Externe koppelingen
- (en)   Informatie over schaakpartijen van Meri Arabidze op ChessGames.com
- (en)   Informatie over schaakpartijen van Meri Arabidze op 365chess.com
- (en)  FIDE-ratinggegevens voor Meri Arabidze